# My Family (singolo)
My Family è un singolo della cantante svizzera Rosanna Rocci, pubblicato nel 1991, successivamente verrà incluso nell'album di debutto Rosanna.

## Descrizione
Il singolo, scritto e prodotto da Bernd Meinunger e Hanne Haller, la seconda in particolare, celeberrima cantante e compositrice tedesca, responsabile della scoperta e del lancio della Rocci negli anni novanta. Il disco è stato pubblicato in Germania nel 1991 in sole due edizioni dall'etichetta discografica Polydor, in formato 7", con numero di catalogo 867 948-7, e in formato CD, con numero di catalogo 867 949-2.

## Tracce
7", Germania, 1991
Testi di Bernd Meinunger, musiche di Hanne Haller.
1. My Family – 3:01
2. La Mamma – 3:08

Durata totale: 6:09
CD, Germania, 1991
Testi di Bernd Meinunger, musiche di Hanne Haller.
1. My Family – 3:01
2. La Mamma – 3:08
3. My Family – 4:55

Durata totale: 11:04

## Crediti
- Rosanna Rocci - voce
- Bernd Meinunger - produzione
- Hanne Haller - produzione

## Edizioni
- 1991 - My Family/La Mamma (Polydor, 867 948-7, 7", Germania)
- 1991 - My Family/La Mamma/My Family (Polydor, 867 949-2, CD, Germania)